# Britannicus
Tiberius Claudius Caesar Britannicus (12. februar e.Kr. 41 – 11. februar e.Kr. 55), normalt kaldet Britannicus, var søn af den romerske kejser Claudius og hans tredje hustru Valeria Messalina. I en periode blev han anset som sin fars arving, men det ændredes ved hans mors fald i 48, da det blev afsløret, at hun havde indgået et nyt ægteskab uden Claudius' vidende og dermed begået bigami. Året ægtede hans far Agrippina den Yngre, i det der blev Claudius' fjerde og sidste ægteskab. Med ægteskabet fulgte af adoptionen af Agrippinas søn, Lucius Domitius, hvis navn i samme forbindelse ændredes til Nero. Hans stedbror blev senere gift med Britannicus' søster Octavia og overhalede ham som Claudius' arving. Efter faderens død i oktober 54 blev Nero kejser. Britannicus pludselige død kort før hans fjorten års fødselsdag berettes af alle bevarede kilder som værende resultatet af forgiftning efter Neros ordre, da han som Claudius' biologiske søn repræsenterede han en trussel mod Neros krav på tronen.

## Navn
Britannicus' navn ved fødslen var Tiberius Claudius Germanicus. Agnomenet (tilnavnet), hans første efternavn Germanicus, blev først tildelt hans farfar, Drusus den Ældre, efter hans død i 9 f.Kr. for at mindes hans sejre over de germanske stammer. Derfor arvede Drusus' sønner (Claudius og Germanicus) navnet og gav det også til deres sønner. Navnet Britannicus blev givet til hans far i år 43 efter hans erobring af Storbritannien. Claudius brugte det aldrig selv og gav i stedet navnet til sin søn, og hans fulde navn blev Tiberius Claudius Caesar Britannicus. Han blev kendt under sit nye navn, som synes at have erstattet Germanicus helt.

## Tidlige liv
Britannicus blev født omkring den 12. februar 41, eller lige omkring, i Rom i ægteskabet mellem kejser Claudius og hans tredje hustru Valeria Messalina. Dermed var han medlem af det julisk-claudiske dynasti, specifikt af slægten Claudia. Britannicus' far havde regeret i mindre end en måned, og hans position blev stærkt styrket ved fødslen af en arving. For at markere fødslen udstedte kejseren sestertier med forsiden Spes Augusta, kejserfamiliens håb.
Britannicus havde fire søskende: en halvbror, Claudius Drusus, født af Claudius' første hustru (Plautia Urgulanilla), som dog var død før Britannicus blev født; en halvsøster, Antonia, født af Claudius' anden hustru (Aelia Paetina); en søster af samme moder ved navn Octavia; og en adoptivbror, Lucius Domitius Ahenobarbus (den fremtidige kejser Nero), som blev adopteret i år 49 og omdøbt Nero Claudius Cæsar som følge heraf.
To år senere i år 43 blev Claudius af senatet tildelt den ærefulde titel "Britannicus" som en belønning for hans erobring af Storbritannien. Kejseren anvendte aldrig selv navnet, men lod sin søn at arve det, og det er under det navn, som drengen er i eftertiden. Sveton skrev, at Claudius forgudede Britannicus, bar ham rundt ved offentlige arrangementer; og "ville ønske ham lykkeligt regi, ledsaget af den klappende skare".
Britannicus deltog i fejringen af Roms 800-års jubilæum i 48 e.Kr. Det var det sjette Ludi Saeculares ("Sekulære Lege") og fireogtres år siden det sidste var blevet afholdt i sommeren 17 f.Kr. af Augustus. Britannicus' far var der, ligesom Lucius Domitius og hans mor Agrippina, de sidste to overlevende efterkommere af Germanicus. Claudius så den unge adel, herunder Britannicus og Domitius, genopføre Slaget ved Troja i cirkus. Tacitus siger, at Domitius blev mødt med større entusiasme end Britannicus.
Året efter havde hans mor Messalina indledt en affære med senatoren Gaius Silius. Silius, som ikke havde sine egne børn, foreslog at de skulle lade sig gifte, hvis hun lod ham adoptere Britannicus. Planen var at styrte Claudius og regere sammen som regenter for Britannicus. Hun indvilligede og ventede indtil, at Claudius havde forladt Rom, før hun tog chancen og indgik ægteskab og dermed begik bigami. Det ulovlige ægteskab blev gjort bekendt for Claudius af Callistus og Narcissus, frigivne slavet i hans tjeneste. Claudius fik Messalina, Silius og andre, der kendte til affæren, dræbt. Messalina blev givet en kniv for at dræbe sig selv, men en tribun fra prætorianergarden blev tvunget til at bore den gennem hendes hals. Billeder og statuer af Silius og hans associerede blev beordret ødelagt.

## Agrippina den Yngre bliver stedmor
Silius og Messalinas fald gjorde det muligt for Agrippina den Yngre at blive hans fars fjerde hustru. Hans far havde hævdet at være uinteresseret i et nyt ægteskab, men det varede ikke længe, før han giftede sig igen. I modsætning til sin onkel Germanicus var hans far aldrig blevet adopteret ind i Julia-slægten. Claudius mente, at ved at gifte sig med sin niece ville han bringe sin familie tættere på Augustus, da Agrippina og Domitius var de sidste levende efterkommere af Germanicus. Derfor giftede Claudius sig igen i 49 år, selvom et ægteskab mellem onkel og niece var incestuøst i henhold til romersk lov. Agrippina kontrollerede Claudius endnu lettere end Messalina, og som datter af Germanicus og efterkommer af Augustus blev hun meget populær blandt soldater og folk. Kort sagt skyldtes Agrippinas magtovertagelse kejserens lydighed over for hende og hendes prominente afkomst og stærke politiske forbindelser.
Takket være sin stærke mor Agrippina, en ambitiøs, erfaren og karismatisk kvinde, som var magtfuld og veltalende ved hoffet, blev Neros vej til at komme først i arvefølgen hurtig og ustoppelig. I 49 år blev Domitius forlovet med sin Claudius' datter Octavia og fik dermed samme status. Tacitus antyder, at dette træk havde støtte fra dem, der frygtede Britannicus' hævn over dem, der havde forurettet hans mor.
Claudius valgte nu også at adoptere Domitius som sin søn. Claudius var blevet overbevist om at gøre det, da Augustus netop havde gjort det samme med adoptere Gaius og Lucius Cæsar, og som Tiberius havde gjort ved at adoptere Germanicus, selvom han allerede havde en søn. I februar 50 vedtog hans far en lov, der gjorde Domitius til en Claudii og gav ham navnet Nero, og Domitius blev "Nero Claudius Cæsar". Nero og Britannicus blev derefter kejserens fælles arvinger, og Agrippina fik derefter den ærefulde og betydningsfulde titel Augusta.
I modsætning til sin adoptivbror blev Britannicus gradvist isoleret. Ved cirkuslegene dukkede Nero op i triumfdragter, mens Britannicus stadig var klædt som en dreng. Tacitus siger, at deres tøj til legene påvirkede folks forventninger, med Nero i generaldragt og Britannicus i drengedragt. Han ville først få lov til at bære toga den 12. februar 55 e.Kr. Han og hans støtter blev set som en potentielt trussel til Nero. Agrippina erstattede hans lærere med sine egne nominerede og fik overbevist Claudius om at beordre de afskedige lærere henrettet
Neros karriere skred støt fremad, og det var i år 53, at Nero ægtede Britannicus' søster Octavia, som først formelt måtte overføres til en anden slægt for at undgå anklager om incest. På det tidspunkt stod det klart, at Nero var den utvetydige udpegede arving. I mellemtiden blev Britannicus selv holdt i reserve i tilfælde af, at Nero døde. Nero var tydeligvis den udpegede arving, men blev ikke udnævnt til princeps designate for at undgå at skade både den republikanske stemning og det augustuske kompromis om at et principat lå mellem monarki og magistrat.

## Claudius' død og sidste tid
Sveton beretter, at Claudius ønskede, at Rom skulle have en "rigtig Cæsar", og Britannicus nød støtte fra Claudius' loyale og indflydelsesrige frigivne slave Narcissus.  Claudius blev opmærksom på sin hustrus handlinger og begyndte at forberede sig på at gøre en ende på hendes magt. Hans far ønskede at give ham togaen og erklære Britannicus som sin arving. Da Claudius, ifølge Sveton, nævnte sin hensigt om at give Britannicus manddommens toga, sagde han: "For at det romerske folk endelig kan få en ægte Cæsar."
Den 13. oktober 54 døde Claudius af naturlige årsager eller gift. I beretningerne om hans død ved gift fik Agrippina, der var klar over Claudius' hensigter om at placere Britannicus på tronen, en velkendt giftblander, Locusta, til at tilføje gift i svampe, som blev givet til kejseren.
Der var dem, der foretrak Britannicus frem for Nero, såsom Claudius' frigivne slave Narcissus. Desværre for hans sag opholdt Narcissus sig i Campania, da kejseren blev forgivet, og Britannicus og hans søstre, Octavia og Antonia, blev holdt ude af syne på deres værelser af Agrippina. Derfor kunne ingen udfordre Neros magtovertagelse. Hvis man mente, at Britannicus' tronkrav skulle have forrang, ville svaret være, at Nero også var søn af Claudius og gennem Agrippina førte sin slægt tilbage til Augustus. Det hjalp ikke, at mange var overbeviste om, at Britannicus ikke længere var i arvefølgen, en direkte effekt af Agrippinas propaganda mod ham. Nero holdt en lovprisende tale ved kejserens begravelse og tog magten alene. Claudius' nye testamente, som enten gav delt styre mellem Britannicus og Nero eller enestyre til Britannicus, blev ignoreret af den nye kejsers mænd i Senatet.
Straks efter at Claudius var gået bort begyndte Agrippina at fjerne dem, som hun så som en trussel. Nero var begyndt at blive mere uafhængig og lade sin mors indflydelse falde. Han indledte et forhold til en slavepige og fjernede en af moderens favoritter fra hans post i skatkammeret. Som svar truede Agrippina med at gå i forsvar for Britannicus' arveret for at holde sin søn i skak.
Tacitus fortæller om Neros talrige forsøg på at underminere Britannicus' image offentligt. I et af disse forsøg, under fejringen af Saturn (Saturnalia), spillede han og Nero et spil sammen med en gruppe af deres venner, og Nero valgte Britannicus til at synge en sang med en forventning om, at Britannicus ville gøre sig selv forlegen. Britannicus undgik imidlertid ikke bare en ydmygelse, men tiltrak også tilhørernes sympati ved at synge et digt, der fortalte historien om, hvordan han var blevet forstødt til fordel for Nero. Den unge kejser begyndte straks at planlægge mordet på sin stedbror.
Ifølge Sveton valgte Nero at brugte den samme giftmorder, Locusta, som var blevet hyret til at myrde hans far, Claudius, til at gøre det af med Britannicus. Den første dosis mislykkedes, og Nero besluttede at lade forsigtigheden være lige meget. I Svetons beretning fik han Locusta bragt til sit værelse for at blande foran hans øjne en hurtigvirkende gift. Efter mange forsøg på kid var der en blanding, der øjeblikkeligt dræbte et dyr. Da han var tilfreds, fik Nero straks bragt blandingen til spisesalen.
Britannicus blev forgiftet ved et middagsselskab, hvor hans søster, Octavia, Agrippina og flere andre notabiliteter deltog. Tacitus' beretning om begivenheden fortæller, at Britannicus fik en varm drik, som var blev smagt af en mundskænk, og da han bad om at få den afkølet, blev giften tilsat sammen med det kolde vand. Stoffet var øjeblikkeligt effektivt, og han "tabte både stemme og åndedræt". Nero hævdede over for de tilstedeværende, at Britannicus blot var blevet ramt af et epileptisk anfald, og at han havde været plaget af det siden barndommen. Han døde engang mellem december 54 og 11. februar 55, dagen før hans 14 års fødselsdag, hvor han ville opnå sin manddom, blot fire måneder efter faderens død. For sin hjælp lod kejseren Locusta belønne med store godser, og hun fik endda sine egne elever. Der er en teori om, at Britannicus ikke blev forgiftet, men døde af et anfald.
Britannicus blev kremeret og hans aske anbragt sammen med sin fars i Augustus' mausoleum. Nero afholdte hans begravelse allerede dagen efter i silende regn og gav ingen lovprisende gravtale. Dio beretter, at Nero fik liget dækket af gips for at dække giftens virkning på huden. Mens han blev båret gennem Forum, havde regnen afdækket liget, hvilket gjorde det klart for alle, der kunne se, at han var blevet forgivet. Forfatteren og historikeren Beacham anser Dios beretning for at være "teatralsk".
I betragtning af hans og Neros forhold var det ikke overraskende at Britannicus døde lige inden sin 14-års fødselsdag. Britannicus kritiserede Neros sangstemme og henvendte sig til sin adoptivbror med hans oprindelige navn Lucius Domitius. Ved at favorisere Nero beseglede Claudius sin søns skæbne og måske sin egen. Ildevarslende for Agrippina klagede Seneca og Burrus ikke. Enten var de blevet bestukket eller betragtede Britannicus' død som uundgåelig i betragtning af hans forhold til Nero. I stedet koncentrerede de sig om at øge deres indflydelse hos den nye kejser.
Ifølge Sveton var Britannicus gode venner med den kommende kejser Titus, hvis far, Vespasian, havde haft kommandoen over legioner i Storbritannien. Som en del af det flaviske dynastis forsøg på at forbinde sig med julisk-Claudiske, hævdede Titus, at han havde siddet ved samme bord som Britannicus den aften, han blev dræbt. Han hævdede endda at have smagt giften, hvilket resulterede i en alvorlig og langvarig sygdom. Titus endte med at rejse en guldstatue af sin barndomsven og udstede mønter til hans minde.

## I skønlitteraturen og på tv
Britannicus er portrætteret i Britannicus (1669) af den franske dramatiker Jean Racine.
Han blev spillet af Graham Seed i Jeg, Claudius, en tv-serie fra 1976 af Jack Pulman.

### Primære kilder
- Dio Cassius. Historia Romanum. Bog LX-LXII.
- Sveton. Om cæsarernes liv. Claudius' liv.
- Sveton. Om cæsarernes liv. Titus' liv.
- Tacitus. Annaler. Bog XI-XIII.

### Sekundære kilder
- Barrett, Anthony A. (1996). Agrippina: Mother of Nero. B. T. Batsford. ISBN 0-203-48106-2.
- Barrett, Anthony (1999). Agrippina: Sex, Power, and Politics in the Early Empire. New Haven: Yale University Press.
- Beacham, Richard C. (1999). Spectacle Entertainments of Early Imperial Rome. Yale University Press. ISBN 0-300-07382-8.
- Burgwinkle, William; Hammond, Nicholas (2011). The Cambridge History of French. Cambridge University Press. ISBN 9780521897860.
- Dando-Collins, Stephen (2008). Blood of the Caesars: How the Murder of Germanicus Led to the Fall of Rome. Wiley. ISBN 9780470137413.
- Hornblower, Simon; Spawforth, Antony (2012). The Oxford Classical Dictionary (4 udgave). Oxford University Press. ISBN 9780199545568.
- Momigliano, Arnaldo (1934). Claudius: the Emperor and His Achievement. Cambridge: Trans. W.D. Hogarth. W. Heffer and Sons.
- "The Career of M. Antonius Pallas". American Journal of Philology.
- Osgood, Josiah (2011). Claudius Caesar: Image and Power in the Early Roman Empire. Cambridge University Press. ISBN 9780521881814.
- Newcomb, Horace (1997), Encyclopedia of Television, Routledge, ISBN 978-0-203-93734-1
- Scramuzza, Vincent (1940). The Emperor Claudius. Cambridge: Harvard University Press.
- Shotter, David (2014). Nero Caesar Augustus: Emperor of Rome. Routledge. ISBN 9781317865902.
- Shotter, David (1997). Nero. Routledge. ISBN 9780415129312.
- Levick, Barbara (2012). Claudius. New Haven: Yale University Press. ISBN 9781135107710.
- Woodman, A.J. (2009), The Cambridge Companion to Tacitus, Cambridge University Press, ISBN 9780521874601
- Girolamo Cardano Neronis Encomium Translated by Angelo Paratico as Nero. An Exemplary Life. Inkstone Books, 2012.